# Pierre de Duisbourg

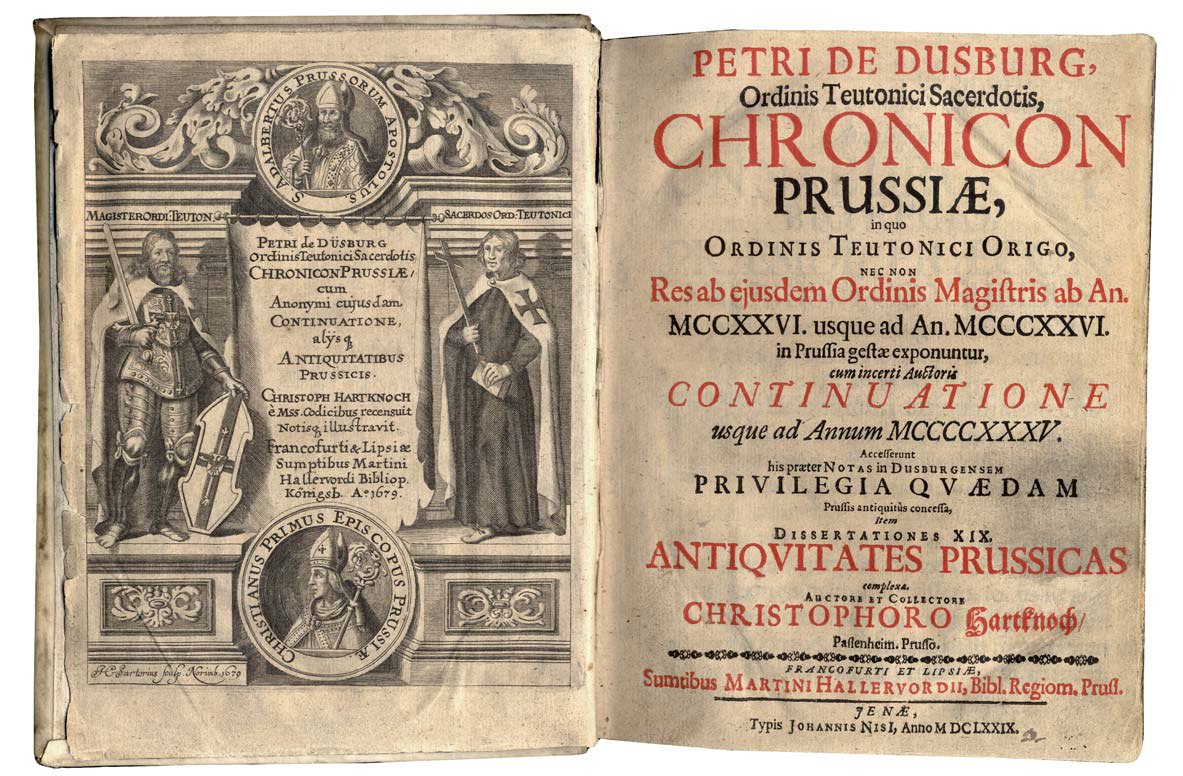
Couverture de la Chronique de Prusse

Pierre de Duisbourg (en latin médiéval : Petrus de Dusburg ; en allemand : Peter von Dusburg) est l'auteur d'une chronique, le Chronicon terrae Prussiae, achevée en 1326 et relatant les guerres de l'ordre Teutonique, la conquête de la Prusse et la croisade contre les Lituaniens.

## Biographie
Pierre de Duisburg a vécu approximativement de la seconde moitié du XIIIe siècle à la première moitié du XIVe siècle, mais ses dates de naissance et de décès exactes ne sont pas connue. Pierre de Duisbourg est un prêtre appartenant à l'ordre teutonique. Il est passé à la postérité grâce à son oeuvre principale Chronicon terrae Prussiae (Chronique du pays de Prusse), rédigée à Könisberg alors que le Grand maître de l'ordre était Werner von Orseln. Il lui remet son ouvrage en 1326. Il y apporte cependant des ajouts jusqu'en 1330. L’œuvre était destinée à être lue à table aux frères de l'Ordre. 

## Chronique du Pays de Prusse
A travers sa chronique, Pierre de Duisbourg cherche à édifier ses frères : il y développe la thèse selon laquelle les chevaliers ayant participé à la croisade contre les Prussiens de étaient davantage fidèles à la règle de l'ordre, plus disciplinés et plus vaillants au combat. En narrant leurs exploits, Pierre de Duisbourg veut inciter ses frères à prendre leurs prédécesseurs pour exemples. 
Le texte commence par relater des événements de 1190. L'ouvrage décrit l'histoire militaire de l'ordre teutonique en Prusse et vise à exhorter les frères de l'Ordre à ne pas faiblir dans leur combat contre les païens. La chronique contient quelques éléments de description relatifs aux croyances et aux mœurs des Prussiens, à savoir les différents peuples païens que l'ordre teutonique entend christianiser de force et mettre sous sa suzeraineté. La chronique de Duisberg ne nous est parvenue que dans des copies datant du XVe siècle.

## Traduction en allemand
Au XVième siècle, Nikolaus von Jeroschin entreprend de traduire cette chronique en allemand, à la demande du Grand Maître Luder von Braunschweig. Il finit cette traduction alors que Dietrich von Altenburg est le Grand maître de l'ordre. Son texte est en vers et a comme titre « Di Kronike von Pruzinlant», soit le même que celui du texte en latin de Duisbourg. Nicholaus von Jeroschin ne fait pas une simple traduction du texte de Pierre de Duisbourg, il y apporte également de profondes modifications.